# I Wanna Be Your Slave
Singles de Måneskin
Zitti e buoni
(2021) Mammamia (en)
(2021)
I Wanna Be Your Slave est une chanson du groupe de rock italien Måneskin, extrait de du deuxième album Teatro d'ira: Vol. I (en). Sortie le 16 juillet 2021, elle rencontre un certain succès dans les charts, devenant notamment le premier single du groupe à atteindre le top 5 de l'UK Singles Chart. Une version en duo avec Iggy Pop sort le 6 août 2021.

## Écriture et composition
Dans une interview avec le Corriere della Sera, la bassiste du groupe Victoria De Angelis affirme que « I wanna be your slave / I wanna be your master » (« Je veux être ton esclave / Je veux être ton maître ») sont les paroles de l'album Teatro d'ira: Vol. I (en) dans lesquelles elle se reconnaît le plus. Elle explique : « Je me reconnais dans le dualisme des contraires. Chacun d'entre nous a tendance à se faire une idée de lui-même et à y rester bloquer. À la place, on peut prendre plaisir à penser et être une chose opposée, tout en restant soi-même ».

## Sortie et réception
I Wanna Be Your Slave figure sur l'album Teatro d'ira: Vol. I (en) sorti le 19 mars 2021.
Dans les semaines qui suivent la victoire de Måneskin au Concours Eurovision de la chanson 2021, I Wanna Be Your Slave rencontre un succès dans de nombreux pays, notamment européens, et atteint la 8e position du Billboard Global 200 en dehors des États-Unis en juin 2021. Avant même de sortir en tant que single, la chanson se classe no 1 en Finlande et Slovaquie. Elle se classe également 2e en Autriche, Lituanie, Norvège et Tchéquie et 3e en Allemagne et aux Pays-Bas. Elle intègre également les top 10 en Flandre (7e), Danemark (7e), Italie (7e), Irlande (4e), Hongrie (7e), Pologne (4e), Royaume-Uni (5e), Suède (4e) et Suisse (6e).
Le single est envoyé aux radios italiennes le 16 juillet 2021.
Le 6 août 2021, une deuxième version de I Wanna Be Your Slave en duo avec Iggy Pop sort,. Pour Måneskin : « C'était un tel honneur qu'Iggy aime notre musique et souhaite travailler avec nous. C'était touchant de le voir chanter I Wanna Be Your Slave en direct devant nous, et très fort de voir un si grand artiste être si ouvert et chaleureux. Nous avons tous grandi en écoutant sa musique [...] on n’arrive pas à y croire, on a eu tellement de chance de le connaître et de faire de la musique ensemble. »,,.

## Clip musical
Le clip de I Wanna Be Your Slave, réalisé par Simone Bozzelli, sort le 15 juillet 2021. Qualifié de « voyeuriste » ou de « provocateur », il met en scène les quatre membres du groupe dans des poses suggestives.
Lors des MTV Video Music Awards 2022, I Wanna Be Your Slave remporte la catégorie du « meilleur clip alternatif ».

## Classements et certifications
| Classement (2021)                                    | Meilleure position |
| ---------------------------------------------------- | ------------------ |
| Allemagne (GfK Entertainment)                        | 3                  |
| Australie (ARIA)                                     | 15                 |
| Autriche (Ö3 Austria Top 40)                         | 2                  |
| Belgique (Flandre Ultratop 50 Singles)               | 7                  |
| Belgique (Wallonie Ultratop 50 Singles)              | 49                 |
| Canada (Canadian Hot 100)                            | 29                 |
| Croatie (Airplay Radio)                              | 16                 |
| Danemark (Tracklisten)                               | 7                  |
| Espagne (PROMUSICAE)                                 | 47                 |
| États-Unis (Bubbling Under Hot 100 Singles)          | 7                  |
| États-Unis (Hot Rock Songs)                          | 11                 |
| États-Unis (Hot Hard Rock Songs)                     | 1                  |
| International (Billboard Global 200)                 | 13                 |
| International (Billboard Global 200 hors US)         | 8                  |
| Irlande (Irish Singles Chart)                        | 4                  |
| Italie (FIMI)                                        | 7                  |
| Finlande (Suomen virallinen lista)                   | 1                  |
| France (SNEP)                                        | 71                 |
| Hongrie (Single Top 40)                              | 7                  |
| Lituanie (T100)                                      | 2                  |
| Norvège (VG-lista)                                   | 2                  |
| Nouvelle-Zélande (RMNZ)                              | 21                 |
| Pays-Bas (Single Top 100)                            | 3                  |
| Pologne (Airplay)                                    | 4                  |
| Portugal (AFP)                                       | 14                 |
| Royaume-Uni (UK Singles Chart)                       | 5                  |
| Slovaquie (Singles Digitál Top 100)[réf. nécessaire] | 1                  |
| Suède (Sverigetopplistan)                            | 4                  |
| Suisse (Schweizer Hitparade)                         | 6                  |
| Tchéquie (Singles Digitál Top 100)[réf. nécessaire]  | 2                  |

| Classement (2021) | Meilleure position |
| ----------------- | ------------------ |

### Certifications
| Région                                                                                                 | Certification | Ventes/Streams |
| --- | ------------- | -------------- |
| *Ventes selon la certification ^Mise en rayon selon la certification xNon précisé par la certification |               |                |